# Iracema, a Virgem dos Lábios de Mel
Iracema, a Virgem dos Lábios de Mel é um filme de romance histórico brasileiro dirigido por Carlos Coimbra e lançado em 1979. Estrelando Helena Ramos, Tony Correia, Francisco Di Franco e Carlos Koppa. É uma adaptação do romance homônimo de José de Alencar, de 1865, que conta a história de amor entre o soldado português Martin e a índia Iracema, filha do pajé de uma grande tribo nativa.

## Sinopse
Guardiã do segredo do licor da Jurema, Iracema é filha do pajé da tribo Tabajara. Virgem, seu corpo pertence a Tupã, poderosa divindade indígena e, caso se entregue a alguém, será castigada com a morte. Mas a chegada do guerreiro Martim, em missão de reconhecimento, desperta o amor de Iracema.

## Elenco
| Ator                   | Personagem | Detalhes |
| ---------------------- | ---------- | -------- |
| Helena Ramos           | Iracema    |          |
| Tony Correia           | Martim     |          |
| Carlos Koppa           | Araquém    |          |
| Francisco Di Franco    |            |          |
| Alberto Ruschel        |            |          |
| Mário Benvenutti Filho |            |          |
| Ilma Conceição         |            |          |
| Stael de Almeida       |            |          |
| Lourdes de Souza       |            |          |
| Lucy Furtado           |            |          |
| Francisco Gomes        |            |          |
| José Mateus Lopes      |            |          |
| Dina Medeiros          |            |          |
| Ladislene Paula        |            |          |
| Domingos Samuel        |            |          |
| Alvamar Santos         |            |          |